# Deadpool & Wolverine
Deadpool & Wolverine (Deadpool y Lobezno en España) es una película de superhéroes estadounidense basada en Marvel Comics, con los personajes Deadpool y Wolverine, producida por Marvel Studios, Maximum Effort, y 21 Laps Entertainment, y distribuida por Walt Disney Studios Motion Pictures. Es la película número 34 del Universo cinematográfico de Marvel (UCM) y una secuela de Deadpool (2016) y Deadpool 2 (2018). La película fue dirigida por Shawn Levy a partir de un guion que escribió con Ryan Reynolds, Rhett Reese, Paul Wernick, y Zeb Wells. Reynolds y Hugh Jackman interpretan a Wade Wilson / Deadpool y Logan / Wolverine, respectivamente, junto a Emma Corrin, Morena Baccarin, Rob Delaney, Leslie Uggams, Aaron Stanford, y Matthew Macfadyen. En la película, Deadpool se entera de que la «Time Variance Authority» (TVA) planea destruir su universo y trabaja con un reacio Wolverine de otro universo para detenerlos.
El desarrollo de una tercera película de Deadpool comenzó en 20th Century Fox en noviembre de 2016, pero fue trasladada a Marvel Studios cuando Fox fue adquirido por Disney en marzo de 2019. Wendy Molyneux y Lizzie Molyneux-Logelin se unieron en noviembre de 2020 como escritoras. Levy fue contratado para dirigir en marzo de 2022, cuando Reese y Wernick regresaron de las películas anteriores para reescribirlas. El equipo creativo tuvieron dificultades para descifrar la historia de la película hasta que Jackman decidió retomar su papel de Wolverine de las películas X-Men de Fox en agosto de 2022. Varios otros actores de las películas de X-Men y otras producciones de Marvel también regresaron como parte de la historia del multiverso de la película, que sirve como tributo a las películas Marvel de Fox. El rodaje comenzó en mayo de 2023 en Pinewood Studios en Inglaterra, con rodaje adicional en Norfolk, Los Ángeles, y en Bovingdon Film Studios. La producción se suspendió en julio debido a la huelga SAG-AFTRA de 2023, pero se reanudó en noviembre y terminó en enero de 2024. El título se reveló un mes después. Rob Simonsen compuso la banda sonora original, mientras que numerosos artistas fueron recopilados para la banda sonora.
La banda sonora de la película incluye una banda sonora original de Rob Simonsen y numerosas canciones existentes, incluida «Like a Prayer» de Madonna para secuencias clave. Deadpool & Wolverine es la primera película del MCU con clasificación R, y conserva esa clasificación de las películas anteriores de Deadpool.
Deadpool & Wolverine tuvo su estreno mundial el 22 de julio de 2024, en el David H. Koch Theater en ciudad de Nueva York, y en los Estados Unidos el 26 de julio de 2024, como parte de la Fase Cinco del UCM. Los críticos elogiaron las actuaciones de Reynolds y Jackman, así como el humor, pero fueron menos positivos sobre la película en general. Ha recaudado más de $1.338 mil millones de dólares en todo el mundo, convirtiéndose en la película con clasificación R más taquillera de todos los tiempos, la segunda película más taquillera de 2024, y la 20.ª película más taquillera de todos los tiempos

## Argumento
En 2018, luego de que Wade Wilson (Ryan Reynolds) usa el dispositivo de viaje en el tiempo de Cable para evitar la muerte de su novia, Vanessa Carlysle (Morena Baccarin). Él viaja desde su universo, la Tierra-10005, a la Tierra-616, en la «Sagrada Línea Temporal», con la esperanza de unirse a los Vengadores de ese universo. Ahí, es rechazado por Happy Hogan (Jon Favreau) y luego decepcionado regresa a su propio universo. Seis años después, Wade ha terminado su relación con Vanessa, se ha retirado de ser el mercenario enmascarado conocido como Deadpool, y trabaja como vendedor de autos usados con su mejor amigo y exmiembro de la X-Force, Peter Wisdom (Rob Delaney).
Durante la fiesta de cumpleaños de Wade, este es detenido por la «Time Variance Authority» y llevado ante el Sr. Paradox (Matthew Macfadyen), quien le explica que la AVT es una organización fuera del tiempo que monitorea la «Sagrada Línea Temporal» y el multiverso. Paradox le ofrece a Wade un futuro en la «Sagrada Línea Temporal», lo que Wade acepta, hasta que Paradox le revela a Wade que su universo se está deteriorando como resultado de la muerte de su «ser de anclaje» estabilizador, Logan (Hugh Jackman), Paradox planea utilizar un dispositivo «Time Ripper» para acelerar este proceso. Wade roba el dispositivo TemPad de Paradox y lo usa para viajar a la tumba de Logan, con la esperanza de resucitarlo y salvar su línea de tiempo. Cuando esto falla, Wade viaja por el multiverso en busca de una «variante» de Logan como reemplazo.
Wade regresa a la TVA con una variante de Logan. Sin embargo, Paradox menciona que un ser ancla no puede ser reemplazado, especialmente por esa variante que es considerada como «el peor Wolverine» en el multiverso. Cuando Wade deduce que Paradox está actuando sin el conocimiento de sus superiores, Paradox envía a Wade y Logan al Vacío, un páramo al final del tiempo. Wade afirma que la TVA puede cambiar los eventos del pasado de Logan, convenciéndolo de trabajar juntos para escapar del Vacío. El par pronto es capturado junto a Johnny Storm (Chris Evans) para luego ser llevados ante Cassandra Nova (Emma Corrin) la poderosa y sádica hermana gemela del líder de los X-Men, Charles Xavier. Cassandra, quien hizo un trato con la TVA para permanecer en el Vacío, mata a Johnny y deja a Wade y Logan para que sean consumidos por la criatura Alioth. Sin embargo, el par puede escapar.
Logan y Wade luego conocen a una variante de Deadpool llamada «Nicepool» quien los dirige hacia un grupo de resistencia que ha estado luchando contra Cassandra. Wade admite accidentalmente que no está seguro de si la TVA pueda cambiar la línea temporal de Logan, por lo que ambos luchan hasta quedar inconscientes al día siguiente. Ambos son luego encontrados por el grupo de resistencia, que consta de Laura (Dafne Keen), Elektra Natchios (Jennifer Garner), Blade (Wesley Snipes), y Gambito (Channing Tatum). Wade propone una alianza para luchar contra Cassandra, y Laura, la hija del Logan de la Tierra-10005, convence a la variante de Logan, quién está arrepentido de sus acciones pasadas que llevaron a la muerte de sus compañeros X-Men, de unirse al equipo. Los miembros de la resistencia distraen a los secuaces de Cassandra mientras que Wade y Logan bloquean los poderes de la villana usando el casco de Juggernaut (Aaron W. Reed). Cassandra es traicionada por su seguidor Pyro (Aaron Stanford) en nombre de Paradox y casi muere hasta que Logan convence a Wade de quitarle el casco. Tras ello, Cassandra se cura a sí misma y usa un Anillo de Honda del Doctor Strange para abrir un portal hacia la Tierra-10005 para permitir que Logan y Wade escapen.
Cassandra se entera de la existencia del «Time Ripper» gracias a Pyro, a quien mata y luego sigue a Logan y Wade hasta la Tierra-10005. Ahí, planea usar el «Time Ripper» para destruir todas las líneas temporales, dejando solo el Vacío. Cassandra convoca después a un ejército de variantes de Deadpool, quienes matan a Nicepool y luchan contra Wade y Logan hasta que Peter llega para distraerlos. Paradox les dice a Wade y Logan que uno de ellos podría destruir el «Time Ripper» interrumpiendo su flujo de energía, pero que tal acción los mataría. Wade y Logan destruyen juntos el «Time Ripper», matando a Cassandra en el proceso, y sobreviviendo habiendo compartido la carga. Paradox es arrestado por la agente Hunter B-15 de la TVA, quien revela que las acciones de Wade y Logan han evitado que la Tierra-10005 se deteriore. Wade le pide a Hunter B-15 que salve al grupo de resistencia del Vacío y cambie la historia del mundo de Logan. Sin embargo, ella le explica que esto último no es posible porque la historia de Logan es lo que lo llevó a ser un héroe ahora, pero aún permite que Logan permanezca en el universo de Wade. Durante una reunión con los amigos de Wade, entre los que se encuentra una Laura rescatada, Logan anima a Wade a reconciliarse con Vanessa.
Durante los créditos, aparecen varios clips de las grabaciones de la saga de los X-Men y en una escena al final de los créditos, Wade le dice al público que desistan sobre los comentarios difamatorios sobre su participación en la muerte de Johnny, revelando el porque Cassandra lo mató.

## Reparto

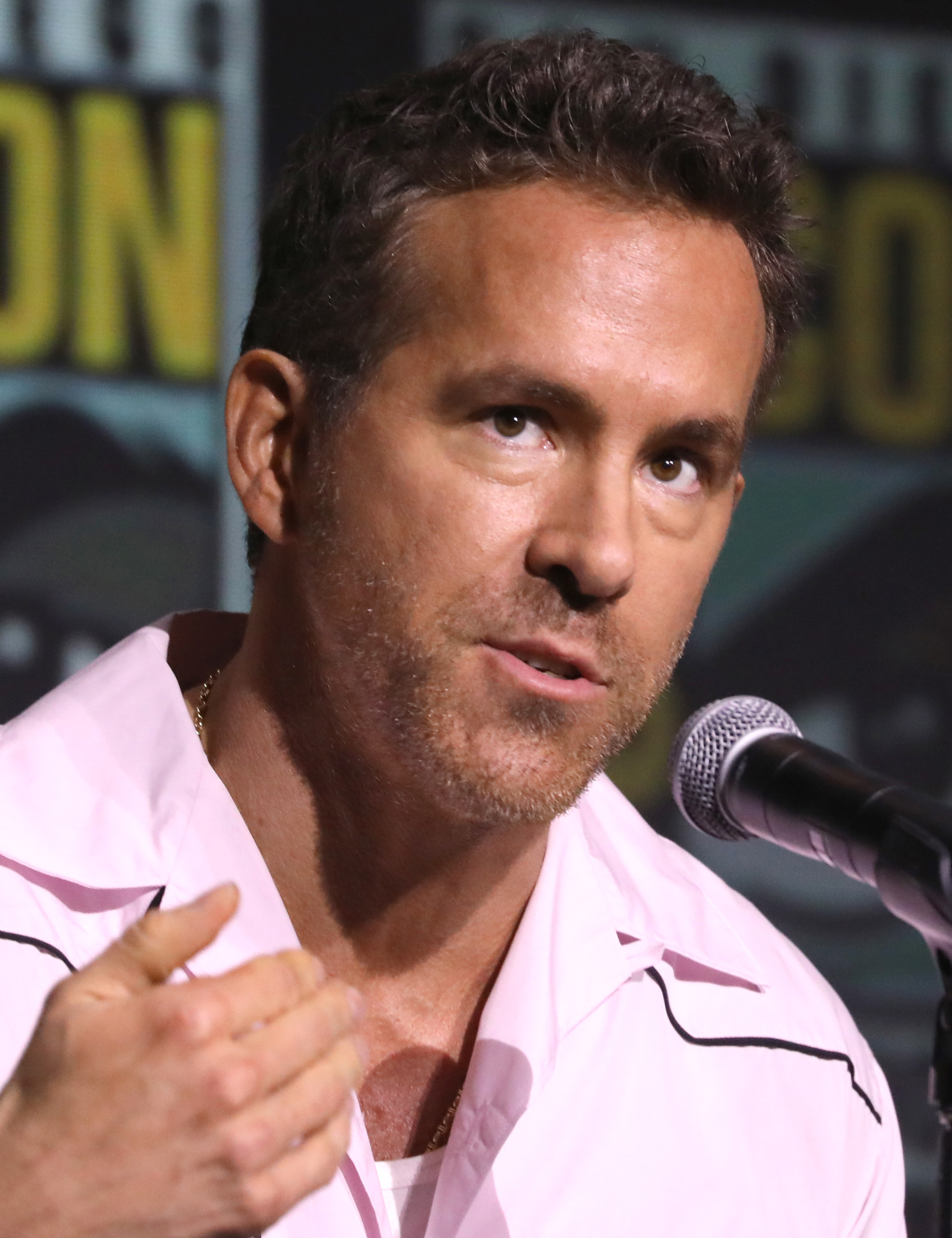
Ryan Reynolds promocionando la película en la Comic-Con de San Diego en julio de 2024

- Ryan Reynolds como Wade Wilson / Deadpool:
Un mercenario bromista de la Tierra-10005, con curación acelerada pero con graves cicatrices en su cuerpo después de someterse a una mutación regenerativa experimental para tratar el cáncer terminal.[6] Al comienzo de la película, Wade ya no opera como Deadpool, ya no sale con Vanessa Carlysle y trabaja como vendedor de autos usados.[7] El escritor Rhett Reese describió a Deadpool como un pez fuera del agua en la película, quién es un lunático arrojado al "mundo muy cuerdo" del Universo cinematográfico de Marvel (UCM).[8] Reynolds dijo que la audiencia no tenía que tomar a Deadpool en serio, particularmente con él rompiendo la cuarta pared y su narración poco confiable, pero quería que se involucraran en los otros personajes.[9] El número de baile de apertura de Deadpool fue interpretado por Nick Pauley, quien aparece acreditado como «Dancepool».[10][11] Reynolds también interpreta la variante del universo alternativo de «Nicepool», que no tiene cicatrices ni factor de curación, por el que se le atribuye el nombre de "Gordon Reynolds".[5][12]
- Hugh Jackman como James "Logan" Howlett / Wolverine:
Un exmiembro de los X-Men y un mutante con habilidades curativas, garras retráctiles y un esqueleto infundido con adamantium.[13] Este Wolverine es una variante que proviene de un universo alternativo donde decepcionó a los habitantes.[14][7] Esto y el emparejamiento con Deadpool, permitió a Jackman explorar nuevos aspectos del personaje de sus apariciones como una versión diferente de Wolverine en la serie de películas X-Men de 20th Century Fox.[15][9] Jackman dijo que Logan y Wade son opuestos y tienen una "dinámica de pelea",[16] mientras que el director Shawn Levy dijo que su relación se ve afectada por el hecho de que ambos son personajes "atormentados por el arrepentimiento".[9] Eligieron representar la historia de fondo del personaje, incluidas las muertes de sus compañeros X-Men, solo a través del diseño de sonido para mantener el enfoque en los arrepentimientos de Wolverine en lugar de en las apariciones de otros personajes.[17] Para prepararse para el papel, Jackman comenzó una vigorosa rutina de ejercicios que incluía comer hasta 8.000 calorías al día.[18] Jackman también interpreta a numerosas variantes de Wolverine, que incluyen: una con la altura exacta del personaje en los cómics de 5 pies 3 pulgadas (160 cm), con el actor Luke Bennett como doble de cuerpo;[19] el «alter ego» del juego de Wolverine, Patch, que lleva un parche en el ojo y un esmoquin blanco; una variante del Viejo Logan; una variante crucificada en una X gigante, inspirado en la portada de Uncanny X-Men #251 (julio de 1989); una variante que lucha contra Hulk con un traje marrón, haciendo referencia a la portada de The Incredible Hulk #340 (octubre de 1987); y una Age of Apocalypse (1995)' con cabello "estilo glam rock", una mano y un traje negro y rojo.[20]
- Emma Corrin como Cassandra Nova:
Una mutante con poderes telequinéticos y telepáticos que es la hermana gemela de Charles Xavier. Ella gobierna el Vacío, un páramo al final de los tiempos.[21][22] Como no había interpretado a muchos villanos antes, Corrin estaba emocionada de asumir el papel y se inspiró en el personaje de Christoph Waltz, Hans Landa, de la película, Inglourious Basterds (2009).[23][24] Reynolds y Levy le explicaron Cassandra a Corrin como alguien que se haría querer a otros hasta el punto de que "serán mejores amigos de por vida", solo para darse cuenta de que ella podría matarlos fácilmente.[7] Corrin tenía el interés en tener una transformación física para el papel, pero el estudio le dijo que esto no era necesario para el personaje.[25] Corrin también quería rendir homenaje a las actuaciones de Patrick Stewart y James McAvoy como Xavier en películas anteriores de X-Men, y ser fiel a la relación de Cassandra con Xavier en los cómics.[26]
- Morena Baccarin como Vanessa Carlysle:
La ex prometida de Wade.[27][28] Baccarin señaló que tiene un papel más pequeño en la película en comparación con las películas anteriores de Deadpool.[29]
- Rob Delaney como Peter Wisdom: Un miembro del equipo de X-Force de Wade que trabaja con él en el concesionario de automóviles. Peter anima a Wade a volver a su vida como Deadpool.[30]
- Leslie Uggams como Blind Al: La anciana ciega compañera de cuarto de Wilson.[31]
- Aaron Stanford como John Allerdyce / Pyro: Un mutante pirocinético que trabaja para Cassandra.[21][32] Stanford usa un traje más fiel al cómic que en las películas X-Men de Fox.[7]
- Matthew Macfadyen como Paradox: Un agente de la «Time Variance Authority»,(TVA)[nota 2]una organización fuera del tiempo y el espacio que monitorea el multiverso. Paradox planea acelerar la muerte de la Tierra-10005 con una máquina «Time Ripper».[nota 6][5]Macfadyen dijo que el personaje no era confiable pero no un villano, aunque pensó que Paradox preferiría ser un supervillano o superhéroe en lugar de estar atrapado haciendo "una cosa mundana de monitorear las líneas de tiempo en el multiverso".[33]

También repitiendo sus papeles de las películas anteriores de Deadpool están: Karan Soni como Dopinder, un taxista y admirador de Wade; Brianna Hildebrand como Negasonic Teenage Warhead, un miembro adolescente de los X-Men con el poder mutante de detonar explosiones atómicas desde su cuerpo; Shiori Kutsuna como Yukio, novia de Negasonic Teenage Warhead y compañero miembro de los X-Men; Stefan Kapičić como la voz del miembro de los X-Men, Piotr Rasputin / Coloso; Randal Reeder como Buck, un amigo de Wade de sus días de mercenario; y Lewis Tan como Rusty / Shatterstar, miembro de X-Force. De otras propiedades de Marvel regresan: Tyler Mane como Victor Creed / Sabretooth de X-Men (2000); Dafne Keen como Laura / X-23, un clon femenino de Logan,  de Logan (2017); Jennifer Garner como Elektra Natchios, una luchadora experta que usa un par de armas sai, de Daredevil (2003) y Elektra (2005); Wesley Snipes como el "caminante diurno" medio vampiro, Eric Brooks / Blade de la trilogía cinematográfica de Blade (1998–2004) de New Line Cinema; y Chris Evans como Johnny Storm / Antorcha Humana—un miembro de los Cuatro Fantásticos que puede sumergirse en el fuego y controlarlo, y volar—de la duología de Tim Story, Los 4 fantásticos (2005) y Los 4 Fantásticos y Silver Surfer (2007). Jon Favreau repite su papel del MCU de Harold "Happy" Hogan, mientras que Wunmi Mosaku regresa como el miembro de la TVA, Hunter B-15 de la serie de televisión del MCU, Loki (2021–2023). Además, Channing Tatum aparece como Remy LeBeau / Gambito, el personaje que iba a interpretar en una película Gambit que no se produjo.
Los nuevos actores que interpretan personajes de películas anteriores de Marvel incluyen: Aaron W. Reed como Cain Marko / Juggernaut, Mike Waters como Frederick Dukes / Blob, y los no acreditados Billy Clements interpreta a El Ruso, Ayesha Hussain como Psylocke, Chloe Kibble como Callisto, Jade Lye como Lady Deathstrike, Eduardo Gago Muñoz como Azazel, Daniel Medina Ramos como Toad, y Curtis Small como Bullseye. Los actores que interpretan variantes de Deadpool incluyen: la actriz canina, Peggy como Mary Puppins / «Dogpool»; La esposa de Reynolds, Blake Lively como la voz de «Ladypool», que es físicamente interpretada por la doble especialista Christiaan Bettridge; los hijos de Reynolds y Lively, Inez y Olin Reynolds, como «Kidpool» y «Babypool», respectivamente; Nathan Fillion como la voz de «Headpool»,una cabeza cortada flotando; Matthew McConaughey como la voz de «Cowboypool»; el jugador del Wrexham A.F.C., Paul Mullin como «Welshpool»; el doble de riesgo de Reynolds, Alex Kyshkovych, como «Canadapool»; Harry Holland – hermano de Tom Holland, quién interpreta a Peter Parker / Spider-Man en el MCU – como «Haroldpool»; Kevin Fortin como el encapuchado gris «Zenpool»; y Hung Dante Dong como «Watari / Roninpool». Las variantes de Deadpool incluyen: el futurista «Deadpool 2099»; «"Wheezy Wilson" / Golden Age Deadpool»,cuyo traje presenta una máscara de gas; «Iron Deadpool», un cruce entre Deadpool y Iron Man; y uno inspirado en el papel de Jackman como P.T. Barnum en The Greatest Showman (2017). Otras apariciones especiales incluyen a Henry Cavill como una variante de Wolverine apodada «The Cavillrine», El jugador del Wrexham A.F.C., Ollie Palmer como cliente del bar, y Greg Hemphill como un bartender. Chris Hemsworth aparece como Thor a través de material de archivo reutilizado de la película del MCU, Thor: The Dark World (2013).

## Doblaje
| Intérpretes       | Personaje                         | Doblaje español  |
| ----------------- | --------------------------------- | ---------------- |
| Ryan Reynolds     | Wade Wilson / Deadpool            | José Posada      |
| Hugh Jackman      | James "Logan" Howlett / Wolverine | Gabriel Jiménez  |
| Emma Corrin       | Cassandra Nova                    | Irene Miras      |
| Morena Baccarin   | Vanessa Carlysle                  | Marta Barbará    |
| Rob Delaney       | Peter Wisdom                      | Rafael Calvo     |
| Leslie Uggams     | Al, la ciega                      | María Luisa Solá |
| Aaron Stanford    | John Allerdyce / Pyro             | David Robles     |
| Matthew Macfadyen | Paradox                           | Daniel García    |

## Producción

### Antecedentes
Después del éxito de Deadpool (2016), 20th Century Fox comenzó a desarrollar dos secuelas. La tercera película estaba programada para incluir al equipo de superhéroes, X-Force. El director de Deadpool, Tim Miller decidió no regresar para las secuelas debido a diferencias creativas con la estrella Ryan Reynolds, y David Leitch fue contratado para dirigir Deadpool 2 (2018) en noviembre de 2016. Fox buscaba otro cineasta para desarrollar la tercera película. En marzo de 2017, el coguionista de Deadpool y Deadpool 2, Rhett Reese dijo que X-Force se presentaría en Deadpool 2 antes de aparecer en una película derivada planeada que lanzaría "algo más grande", aparte de la tercera película Deadpool que sería más personal. Cuando se anunció la adquisición de 21st Century Fox por parte de Disney en diciembre de 2017, el director ejecutivo de The Walt Disney Company, Bob Iger dijo que Wade Wilson / Deadpool se integraría con las clasificación PG-13 del Universo cinematográfico de Marvel (MCU). Iger estaba dispuesto a hacer las películas Deadpool en clasificación R "siempre y cuando le dejemos saber al público lo que viene". Agregó que se podría desarrollar una "marca Marvel-R" para personajes como Deadpool. En mayo de 2018, Reynolds dijo que es posible que no se haga una tercera película Deadpool dado el cambio de enfoque de la franquicia al X-Force, pero Reese y su compañero escritor, Paul Wernick sintieron que una tercera película sucedería "absolutamente" después de que Reynolds se tomara un descanso del personaje y se estrenara la película de X-Force. Compararon esto con la película cruzada The Avengers (2012) que se estrenó entre Iron Man 2 (2010) y Iron Man 3 (2013).
A finales de mayo de 2018, Leitch expresó interés en regresar para otra película de Deadpool, dependiendo del "tiempo y lugar". Se creía que una tercera película Deadpool estaba en desarrollo activo en agosto de 2018, con la producción planificada para llevarse a cabo en Atlanta, Georgia, en lugar de Vancouver, Canadá, donde se realizaron las películas anteriores. Once Upon a Deadpool, una versión PG-13 de Deadpool 2, fue estrenada a finales de año. Disney y Marvel Studios lo observaron atentamente para ver cómo podría influir en su enfoque del personaje en un MCU clasificado PG-13. Mientras promocionaba Once Upon a Deadpool, Reynolds confirmó que se estaba desarrollando una tercera película de Deadpool y dijo que iría en una "dirección completamente diferente"; Reynolds reveló más tarde que estaban considerando una película de carretera con el estilo de Rashomon (1950) y también habría presentado el personaje X-Men de Hugh Jackman, Logan / Wolverine. Karan Soni, quien interpretó a Dopinder en las dos primeras películas de Deadpool, reiteró estos planes y explicó que la película se habría centrado en Deadpool tratando de salvar la Navidad realizando un viaje por carretera al Polo Norte. El propio Jackman había imaginado una película en equipo con Reynolds inspirada en 48 Hrs. (1982) mientras asistía a una proyección de Deadpool en 2016, pero decidió retirarse del papel de Wolverine después de Logan (2017). En marzo de 2019, Disney adquirió oficialmente Fox y obtuvo los derechos cinematográficos de varios personajes de Marvel Comics para Marvel Studios, incluido Deadpool y los X-Men. Las películas basadas en Marvel que Fox había estado desarrollando quedaron "en espera".
Josh Brolin, quien interpretó a Cable en Deadpool 2 y Thanos en el MCU, dijo en junio de 2019 que había discutido su futuro como Cable con Marvel Studios. En octubre, Zazie Beetz dijo que se sorprendería si no repitiera su papel de Deadpool 2, Domino en una futura película. Ese mes, Reese y Wernick dijeron que ellos y Reynolds estaban tomando un "descanso muy necesario de Deadpool" mientras esperaban escuchar de Marvel Studios sobre el futuro de la franquicia. Confirmaron que se haría otra película de Deadpool, que tendría clasificación R como las películas anteriores y que integraría al personaje con el MCU. Wernick dijo que nunca hubo un pitch establecido para una tercera película de Deadpool entre su agotamiento tras Deadpool 2 y el anuncio de la adquisición de Fox por parte de Disney. Reese dijo que tenían que "aterrizar en la idea correcta, y una vez que lo hagamos, creo que estaremos listos para las carreras".

### Desarrollo
Reynolds anunció que se reuniría con Marvel Studios en octubre de 2019. En ese momento, el presidente de Marvel Studios, Kevin Feige no estaba seguro de cómo integrar a Deadpool, los X-Men y los mutantes en general en el MCU. Él describió a Reynolds como una "máquina de ideas" que propuso muchos enfoques diferentes para la película, incluidos enfoques únicos para el personaje que sólo requerirían un pequeño presupuesto similar a las películas independientes, y uno que incluía un número de baile con Wolverine con «I Guess That's Why They Call It the Blues» de Elton John. A finales de mayo de 2018, Reynolds también presentó su idea anterior para una película estilo Rashomon en equipo con Wolverine que contaría una historia desde tres perspectivas diferentes. Le dijeron que no sería posible incluir Wolverine. En diciembre, Reynolds dijo que "todo el equipo" estaba desarrollando activamente una película de Deadpool en Marvel Studios.
Reynolds y Marvel Studios se reunieron con escritores potenciales a lo largo de octubre de 2020, incluidas Wendy Molyneux y Lizzie Molyneux-Logelin. Su propuesta coincidió con las intenciones de Reynolds y Marvel para la película, y el par fue contratado el mes siguiente. Reynolds y el estudio estaban abiertos a que Leitch regresara para la película, y se reunió con ellos al respecto, pero la agenda le impidió regresar. Mientras filmaba The Adam Project (2022) con el director Shawn Levy, Reynolds le preguntó a Levy sobre trabajar juntos en la próxima película de Deadpool y Levy se mostró entusiasmado con la idea. En enero de 2021, Feige dijo que Reynolds estaba supervisando el proceso de escritura y que su apretada agenda significaba que la filmación no comenzaría hasta después de 2021. Una idea que tuvo Reynolds en 2020 o 2021 fue una secuencia de acción ambientada en la canción «Like a Prayer» de Madonna. Estaba destinado a seguir la muerte de Coloso, lo que habría motivado a Deadpool después de estar en un punto bajo. Ese julio, Reynolds y Taika Waititi promocionaron su película Free Guy (2021) al aparecer como Deadpool y el personaje de MCU de Waititi, Korg, respectivamente, en un comercial de esa película titulado Deadpool and Korg React. Deadpool, que a menudo rompe la cuarta pared y analiza unirse al MCU con Korg en el comercial. El mes siguiente, Feige dijo que el rodaje comenzaría en 2022 y Marvel Studios tenía un plazo de estreno en mente para la película. En noviembre, Beetz y Rob Delaney expresaron interés en regresar como su personajes de Deadpool 2, Domino y Peter. Beetz finalmente no regresó.
Se reveló que Shawn Levy dirigiría la película en marzo de 2022, y dijo que el rodaje no comenzaría hasta después de 2022 debido a su apretada agenda durante el resto del año. y Reese y Wernick fueron contratados para reescribir el guion, y dijeron en junio que estaban emocionados de usar elementos del MCU. Agregaron que Disney y Marvel apoyaron que Deadpool hiciera chistes meta sobre el MCU en la película debido al éxito de las películas anteriores de Deadpool. En junio, se reveló que Raymond Chan era el diseñador de producción después de trabajar en la miniserie de Marvel Studios, The Falcon and the Winter Soldier (2021). Un mes después, Feige dijo que la película se elevaría de las dos primeras de manera similar a otras terceras entregas de la serie de películas del MCU, como Captain America: Civil War (2016), Thor: Ragnarok (2017) y Avengers: Infinity War (2018).

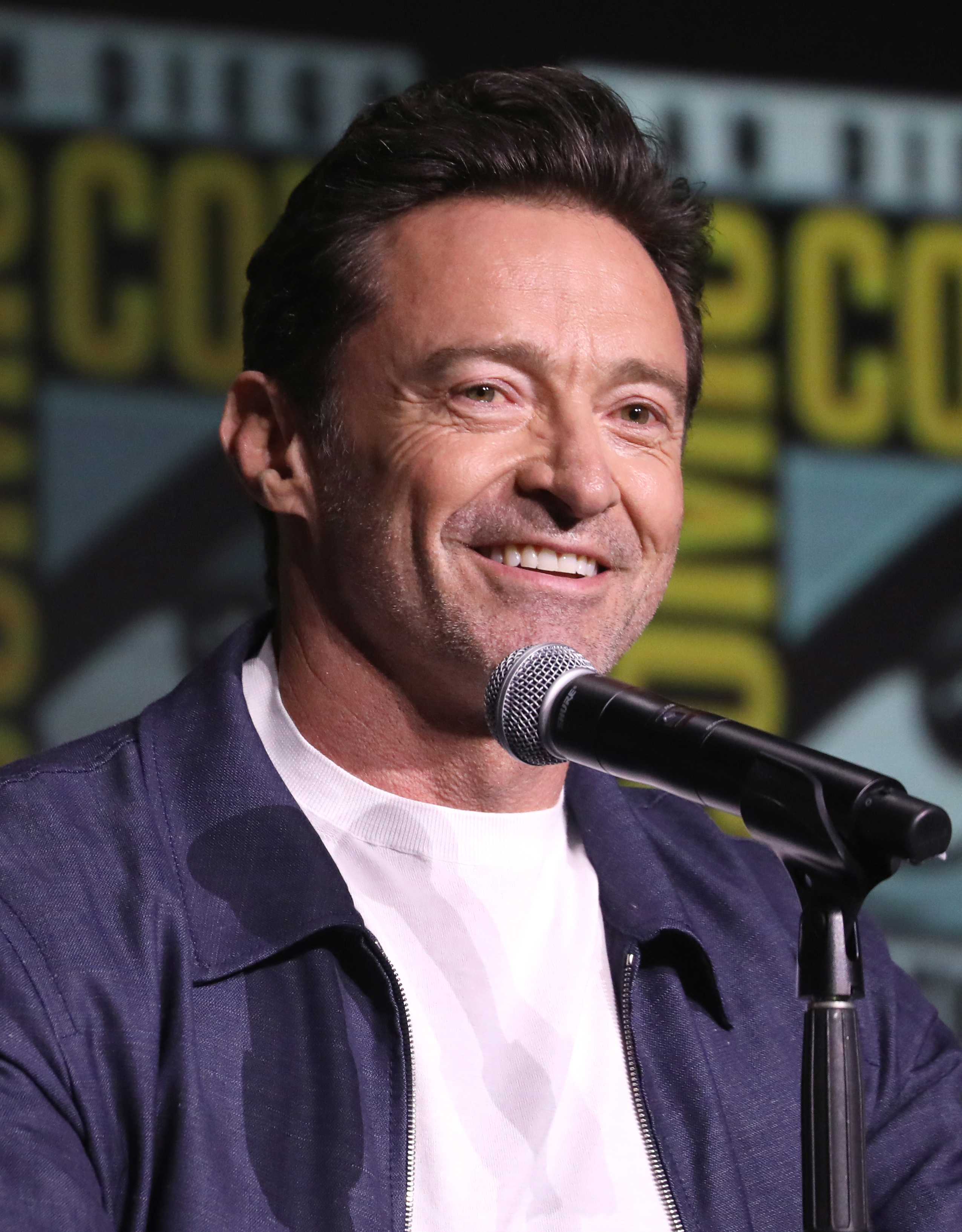
Hugh Jackman promocionando la película en la Comic-Con de San Diego en julio de 2024. La decisión de Jackman de regresar como Wolverine de las películas de X-Men, revirtiendo sus planes de retirarse como el personaje, resolvió los problemas del equipo creativo para decidirse por una historia.

Levy y Reynolds trabajaron en el guion con Reese, Wernick y Zeb Wells, quien anteriormente trabajó en la miniserie del MCU, She-Hulk: Attorney at Law (2022) y Marvel Zombies (2024), y la película The Marvels (2023). Todos empezaron a sentir que no tenían una historia original que no fuera derivada de las otras películas de Deadpool. Levy explicó que sentían que la película tenía que ser "merecedora" de ser la primera película de Deadpool ambientada dentro del MCU, sin dejar de sentirse "con los pies en la tierra porque se trata de una franquicia de superhéroes realista, valiente y terrenal". Levy y Reynolds estaban preparados para sugerirle a Feige que la película no avanzara en ese momento debido a los problemas que habían tenido para encontrar una idea para la historia, y la productora ejecutiva Wendy Jacobson también afirmó que Marvel estaba luchando para decidir una idea central para la película. En agosto de 2022, Jackman se acercó a Reynolds sobre querer ser parte de la película. Reynolds se estaba preparando para una reunión con Feige para discutir cómo proceder dada su falta de ideas para la historia, y se dio cuenta de que incluir a Wolverine resolvería muchos de los problemas que enfrentaban. Jackman cambió de opinión, después de estar contento con su decisión de retirarse como Wolverine durante varios años, y decidió que una película en equipo con Reynolds "podría ser muy divertida; probablemente me divertiré más en esa película que cualquier cosa que haya hecho". Feige aconsejó a Jackman que no regresara, ya que sentía que la muerte de Wolverine en Logan era el "el mejor final de la historia" y no quería deshacerlo. Le convenció la idea de que Jackman interpretaría una nueva versión de Wolverine, y Jackman confirmó que quería regresar después de un largo viaje en auto para pensar en ello.
Reynolds anunció en septiembre de 2022 que Jackman regresaría como Wolverine en Deadpool 3, cuyo estreno estaba previsto para el 6 de septiembre de 2024. Junto a Feige, y la productora cinematográfica de la franquicia X-Men, Lauren Shuler Donner, Reynolds y Levy produjeron la película a través de sus respectivas compañías productoras Maximum Effort y 21 Laps Entertainment, Simon Kinberg se desempeñó como productor ejecutivo después de producir las películas anteriores de Deadpool. Dijo que la nueva película había sido escrita por Levy, Reynolds y Feige, y que todos se preocupaban profundamente por Logan, Deadpool y Wolverine. Reynolds y Jackman dijeron que la película evitaría afectar los eventos de Logan a través de su historia multiversal. Levy dijo que preservar el legado de Logan era la máxima prioridad para el equipo creativo, y agregó que los legados de Deadpool y Wolverine informaron la historia y los temas de la película. Jackman se acercó al director de Logan, James Mangold para informarle sobre la historia de la película y dijo que Mangold estaba entusiasmado con la idea y aliviado de que Logan no se vería afectada. Jackman dijo que la película podría no titularse Deadpool 3, él, Reynolds y Levy se refirieron a ella en diferentes momentos como The Deadpool/Wolverine film (en español: "La película de Deadpool/Wolverine"), Wolverine and Deadpool, Deadpool Versus Wolverine, Deadpool and Wolverine, y Deadpool 3 with Wolverine. El título Deadpool & Friend, que según Reynolds era el título oficial, se filtró en línea en febrero de 2024. Después de una respuesta negativa de los fanáticos, al día siguiente se anunció oficialmente un título diferente: Deadpool & Wolverine. A pesar de ser la tercera película de Deadpool, Levy no quiso llamarla Deadpool 3 porque es una "aventura de dos personajes" que se centra en ambos personajes. Reynolds dijo que seguía siendo una película de Deadpool en términos de tono, con violencia, palabrotas y "caos meta". La llamó "la película más Deadpool en la historia de Deadpool".

### Preproducción
El trabajo de preproducción comenzó en octubre de 2022, menos de dos meses después de que Jackman decidiera unirse a la película. Jacobson dijo que este fue uno de los cambios más rápidos que había visto para una gran producción. La fecha de estreno de la película se retrasó hasta el 8 de noviembre de 2024 para adaptarse a otros retrasos en las películas del MCU. En diciembre, Levy dijo que el rodaje estaba previsto que comenzara en mayo de 2023. Reynolds presionó a Marvel Studios para filmar en Vancouver, de donde es él y donde se hicieron las películas anteriores de Deadpool, pero admitió que "tienen su infraestructura [establecida], y simplemente hay que adaptarse". El rodaje estaba previsto que se llevara a cabo en Londres en febrero de 2023.
A Patrick Stewart, quien interpretó a Charles Xavier en la serie de películas X-Men y repitió el papel en la película del MCU, Doctor Strange in the Multiverse of Madness (2022), dijo en febrero que se le había acercado sobre la posibilidad de aparecer en la película, pero Levy luego negó que alguna vez hubiera habido planes para que Stewart apareciera. En ese misme mes, Emma Corrin se unió al elenco en un papel de villano principal. Marvel había estado considerando a Corrin desde fines de 2022, después de que Levy viera su actuación en una producción teatral de Orlando de Virginia Woolf, pero hubo problemas de agenda que tuvieron que resolverse antes de que Corrin firmara. En marzo, se informó que la «Time Variance Authority» (TVA) y se rumoreaba que otros elementos de la serie de televisión del MCU, Loki (2021-2023) aparecerían en la película. Matthew Macfadyen se unió al elenco en un papel no revelado, que fue descrito como una tercera rueda para Deadpool y Wolverine. Antes del inicio del rodaje, se confirmó que varios miembros del elenco repetirían sus papeles de las películas anteriores de Deadpool: Karan Soni como Dopinder, Leslie Uggams como Blind Al, Morena Baccarin como Vanessa Carlysle, Stefan Kapičić como la voz de Piotr Rasputin / Coloso, Rob Delaney como Peter Wisdom, Brianna Hildebrand como Negasonic Teenage Warhead y Shioli Kutsuna como Yukio.
Levy dijo que no quería alterar el ADN de la franquicia de las películas anteriores y llamó a la nueva película "cruda, audaz [y] con mucha clasificación R", comparándola con las películas de comedia de amigos, 48 Hrs., Planes, Trains and Automobiles (1987) y Midnight Run (1988). Soni dijo que la película estaba "aprovechando al máximo el MCU" y presentaría chistes sobre Feige. Levy dijo que había una línea en la película que Disney pidió que se cambiara, que se reveló cuando se publicó una versión del guion de la película en anticipación de la temporada de premios: "Disney es tan tacaño. Apenas puedo respirar con toda esta polla de Mickey Mouse en mi garganta" se cambió a "Joder, ¿ahora Disney se vuelve tacaño? Es como si Pinocho hubiera metido su cara en mi culo y hubiera empezado a mentir como un loco".
Graham Churchyard y Mayes C. Rubeo fueron los diseñadores de vestuario de la película, ambos regresando de películas anteriores del MCU. Jackman usa un traje amarillo y azul en la película similar a los trajes de Wolverine de X-Men: La Serie Animada (1992–1997) y los cómics, específicamente Astonishing X-Men volumen 3 (2004–2013) dibujado por John Cassaday; también presenta elementos del diseño del personaje en la década de 1970 por John Romita Sr y Dave Cockrum y el diseño de la década de 1990 por Jim Lee. Jackman no usó un disfraz de cómic en la serie de películas X-Men, pero se hizo referencia a él en X-Men (2000) y una escena eliminada de The Wolverine (2013). Por lo tanto, la película fue una oportunidad para ver a Jackman con un disfraz fiel a los cómics por primera vez, y Levy sintió que esta podría ser la última oportunidad para que Jackman usara ese disfraz. Pasaron por varias iteraciones y ajustes para conseguir el traje correcto. Jackman dijo que ponerse el traje "se veía tan bien [y] se sentía tan bien" y se preguntó por qué no había usado ese disfraz para sus películas anteriores de X-Men. Una revelación temprana del disfraz generó reacciones positivas en línea, y llevó a algunos comentaristas a determinar que Jackman estaba interpretando una versión diferente del personaje en la película de la que interpretó en películas de X-Men. Reynolds también tiene un traje actualizado de las películas anteriores de Deadpool, con un tono más brillante de rojo y círculos negros más grandes en su máscara. Esto recuerda el diseño del cómic del personaje durante la década de 1990. Levy estaba satisfecho con la respuesta "abrumadoramente positiva" a los diseños de los trajes.

### Rodaje
La fotografía principal comenzó el 22 de mayo de 2023, ocurriendo en Londres y en Pinewood Studios en Buckinghamshire, Inglaterra, bajo el título provisional, Tidal Wave. George Richmond sirve como director director de fotografía, después de trabajar con Levy y Reynolds en Free Guy, mientras que George Cottle fue el coordinador supervisor de especialistas y director de la segunda unidad. Levy trabajó con Marvel Studios y los productores de la serie de Netflix, Stranger Things (2016–presente), en la que fue productor ejecutivo, por lo que sus horarios le permitirían dirigir episodios de la última temporada de la serie, ya que se esperaba que el rodaje de ambos proyectos se superpusieran. Se esperaba que la producción no se viera afectado por la huelga del Sindicato de Guionistas de Estados Unidos de 2023 que comenzó a principios de mayo, aparte de que Reynolds no pudo contribuir al guion durante el rodaje, como lo había hecho durante la anterior dos películas, de conformidad con las reglas de la huelga. Según los informes, Marvel Studios planeaba filmar lo que pudiera durante la fotografía principal y hacer los ajustes de escritura necesarios durante las regrabaciones ya programadas de la película. La película se rodó en exteriores siempre que fuese posible, para crear una sensación más real y fundamentada que la que se puede lograr con escenarios sonoros. A mediados de junio, la fecha de estreno de la película se adelantó al 3 de mayo de 2024.
A principios de julio de 2023, se filmó un accidente automovilístico en Londres. Reynolds y Jackman filmaron escenas en Norfolk poco después. La producción se suspendió el 14 de julio debido a la Huelga SAG-AFTRA de 2023. Se completaron 35 días de rodaje antes del cierre, con otros 35 días faltantes. Baccarin completó todas sus escenas antes de la huelga. El rodaje estaba programado para reanudarse después de la conclusión de las huelgas del WGA y SAG-AFTRA, y Disney pagó para mantener intactos los sets de la película durante la pausa. Levy y Reynolds comenzaron a trabajar en la edición y los efectos visuales, aunque no habían priorizado el rodaje de secuencias de efectos visuales importantes antes de la huelga. Levy comparó una de las secuencias filmadas con el duelo de sables de luz entre Luke Skywalker y Darth Vader en El retorno del Jedi (1983), y había pedido al equipo de especialistas que se fijara en el bloqueo, el tempo y el encuadre de esa escena. A Cottle se le permitió dar su opinión sobre la edición y la dirección. Otra secuencia de acción clave es la que Reynolds quería que se ambientara con «Like a Prayer» de Madonna, que había evolucionado para incluir a Wolverine junto a Deadpool. Reynolds y Levy se reunieron con la cantante para pedirle permiso para usar la canción, que ella dio junto con una sugerencia de que se combinara con un coro gospel para la película.
La película, junto con otras que se encontraban a mitad de producción al inicio de las huelgas, eran una máxima prioridad para los estudios reanudar la producción luego de la conclusión de la huelga SAG-AFTRA. En octubre de 2023, Levy cuestionó si la película podría mantener su fecha de estreno de mayo de 2024, dado que la huelga de SAG-AFTRA todavía estaba en curso en ese momento, poco antes de que fuera informó que, incluso si el rodaje pudiera reanudarse a principios de 2024, la película no se estrenaría en mayo de 2024 y probablemente se retrasaría hasta su estreno más adelante ese año. Levy dijo que la película aún no tenía título en ese momento ya que todavía estaban discutiendo opciones para un título, y señaló que se refirió a ella como Deadpool Versus Wolverine, Deadpool and Wolverine, y Deadpool 3 with Wolverine. Después de la conclusión de la huelga del SAG-AFTRA, el 9 de noviembre, se esperaba que el rodaje se reanudara en Londres dentro de las dos semanas siguientes antes del Acción de Gracias. En ese momento, Reynolds anunció que el personaje Dogpool aparecería en la película, interpretado por perro actor, Peggy, mientras que el estreno de la película se retrasó hasta el 26 de julio de 2024. El rodaje se reanudó el 23 de noviembre. Levy dijo que el tiempo que pasó editando y revisando imágenes durante las huelgas le permitió comprender mejor la película y pudo regresar al trabajo sin prisas y concentrado en lo que se necesitaba para completarla. El copresidente con Reynolds de Wrexham A.F.C., Rob McElhenney, como agente de TVA y hablar del club de fútbol. Su visita fue captada por la serie documental, Welcome to Wrexham (2022–presente), aunque su escena finalmente fue eliminada de la película. A finales de diciembre, Bona Film Group firmó un acuerdo con TSG Entertainment invertirá en una serie de películas, incluida la franquicia Deadpool; Tanto TSG Entertainment como 20th Century Studios reciben crédito "en asociación con" en la película. La fotografía principal, que también tuvo lugar en Bovingdon Film Studios, El rodaje concluyó el 24 de enero. Luego, un día de rodaje tuvo lugar en Los Ángeles para filmar la aparición de Jon Favreau como Happy Hogan, retomando su papel de películas anteriores del MCU, y para filmar la secuencia de baile de apertura con el coreógrafo Nick Pauley. Un expediente de la Oficina del Derecho de Autor de los Estados Unidos para la película indicó que algunas filmaciones también se realizaron en Vancouver.
Durante el rodaje, se informó que Jennifer Garner aparecería en la película como Elektra Natchios, después de interpretar previamente una versión del personaje en las películas producidas por Fox, Daredevil (2003) y su spin-off, Elektra (2005); Garner negó su participación. Las fotos del set revelaron que otros personajes de películas anteriores de Marvel, incluido, Sabretooth y Toad aparecían en la película, junto con una pieza gigante con el logotipo de 20th Century Fox. Variety informó que la película incluiría varios personajes de Marvel de sus películas anteriores producidas por Fox, y que se esperaba que adaptara un enfoque similar a Spider-Man: No Way Home (2021) con la forma en que esa película presentó varios personajes de películas anteriores de Spider-Man uniéndose. Levy reconoció algunos de los rumores de casting que rodean la película, incluidas las sugerencias de que Taylor Swift haría un cameo como Dazzler, pero no confirmó qué rumores eran ciertos; Swift no aparece en la película, y Levy dijo más tarde que nunca hubo planes para que apareciera. Con respecto a los personajes que aparecen, incluido Aaron Stanford repitiendo su papel como John Allerdyce / Pyro de las películas X2 (2003) y X-Men: The Last Stand (2006)—Levy dijo que se agregaron a medida que se desarrollaba la historia y no se forzaron a la película según una lista de deseos de cameos. Al comentar sobre las filtraciones de fotos del set, Reynolds dijo que crearon una situación difícil para la producción y esperaba que los sitios web dejaran de publicar imágenes filtradas sin terminar y fuera de contexto. Señaló que la franquicia está asociada con filtraciones ya que la primera película de Deadpool solo se pudo hacer después de una filtración de su metraje de prueba original. Levy dijo que la presencia de paparazzi en el set era un "precio que estamos dispuestos a pagar" a cambio de filmar en el lugar.

### Posproducción
La presentación de Derechos de Autor de la película confirmó que Garner aparecía como Elektra y reveló que el papel de Corrin sería Cassandra Nova, la hermana gemela de Charles Xavier. Los escritores inicialmente eligieron al personaje de cómic, Mefisto, cuya introducción al MCU había sido objeto de especulación de los fanáticos, como el antagonista principal. Esto cambió cuando Jackman sugirió usar a Cassandra debido a la relación de Wolverine con Xavier. Se lanzó una serie de avances en los meses siguientes, revelando más detalles del personaje: Macfadyen como el agente de la TVA, Sr. Paradox; Randal Reeder y Lewis Tan repitiendo sus respectivos papeles como Buck y Rusty / Shatterstar de las películas anteriores de Deadpool; el regreso de Stanford como Pyro y Tyler Mane como Sabretooth de las películas de X-Men; y la inclusión de la criatura, Alioth de Loki. Se les pidió a Vinnie Jones y Jason Flemyng que repitieran sus respectivos papeles cinematográficos de X-Men de Cain Marko / Juggernaut y Azazel, pero no se llegaron a acuerdos. Terry Crews había hablado sobre regresar como Bedlam de Deadpool 2, pero no llegaron a ningún lado.
Dean Zimmerman, un colaborador frecuente de Levy, editó la película con Shane Reid. Levy dijo que estaban ocupados terminando la película a fines de abril de 2024. Para entonces, se realizaron las primeras proyecciones, y se les dieron altas calificaciones tanto a Deadpool como a Wolverine, así como a su química. El final originalmente reveló de inmediato que Deadpool y Wolverine habían sobrevivido a su terrible experiencia, hasta que la esposa de Reynolds, Blake Lively sugirió que su destino se dejara desconocido por un momento para agregar suspenso. La escena actualizada, que incluye el apasionado discurso de Paradox sobre el aparente sacrificio de los héroes, se filmó durante un día y medio de nuevas grabaciones. Levy dijo que la sugerencia de Lively hizo que el final fuera "mucho más satisfactorio". Lively y algunos de sus hijos y los de Reynolds tienen cameos de voz en la película como variantes de Deadpool, lo que Levy atribuyó a que estaban disponibles para la grabación. El coprotagonista de The Adam Project, Walker Scobell originalmente iba a prestar su voz a la variante «Kidpool», pero durante la producción su voz cambió demasiado debido a la pubertad y fue reemplazado por la hija de Reynolds, Inez, con Scobell prestando su voz a una variante invisible de Deadpool que grita "Vuelve a Canadá, imbécil" en una escena que fue eliminada de la película. Reynolds proporcionó originalmente su voz a la variante de Deadpool, «Cowboypool» antes de que Matthew McConaughey aceptara prestar su voz al personaje. Los chistes sobre el reparto de la película fueron aclarados con ellos antes de su inclusión, incluyendo un chiste con guion sobre el divorcio de Garner con Ben Affleck y un chiste improvisado sobre el divorcio de Jackman. La posproducción se completó el 19 de junio. A pesar de la historia multiversal de la película y las conexiones con otros proyectos, Levy no esperaba que el público hiciera los deberes antes de ver la película y pretendía que fuera una experiencia entretenida por sí sola. Reynolds dijo que no querían que la película simplemente estableciera proyectos futuros y Marvel nunca los presionó para que lo hicieran, solo les pidió que hicieran "una historia autónoma realmente satisfactoria".
En julio, se reveló que Favreau y Wunmi Mosaku repetirían sus papeles en el MCU como Happy Hogan y Hunter B-15 de la TVA. Los escritores planearon que Robert Downey, Jr. repitiera su papel en el MCU como Tony Stark / Iron Man junto a Favreau, pero él los rechazó después de leer la escena. Reese y Wernick dijeron que esta fue la única vez que un actor rechazó un papel en la película. También en julio, un tráiler final reveló que Dafne Keen regresaría como Laura / X-23 de Logan. Antes de esto, Keen había negado su participación en la película mientras promocionaba la serie de Star Wars, The Acolyte (2024). Marvel decidió revelar su papel en el tráiler después de que Keen pidiera asistir al estreno de la película. Keen disfrutó de mantener en secreto su papel en la película, inspirándose en las negaciones de Andrew Garfield sobre aparecer como Peter Parker / Spider-Man en No Way Home antes del estreno de esa película.
Un homenaje a las películas Marvel de Fox se muestra durante los créditos de Deadpool & Wolverine, celebrando y despidiendo esas películas. Levy dijo que los temas clave en la película fueron el legado y los finales de los personajes, lo que llevó a que se incluyera un "quién es quién de los personajes descartados de Marvel": Garner como Elektra, Wesley Snipes como Eric Brooks / Blade de la trilogía cinematográfica Blade de New Line Cinema (1998-2004), Chris Evans como Johnny Storm / Antorcha Humana de Los 4 Fantásticos (2005) y Los 4 Fantásticos y Silver Surfer (2007) de Fox, y Channing Tatum como Remy LeBeau / Gambito, a quien estaba vinculado para protagonizar en una película de Gambito no producida para Fox. Los cineastas sintieron que Snipes no tuvo un final apropiado como Blade. Snipes se sorprendió al ser contactado, creyendo que no volvería a interpretar al personaje después de que Marvel eligiera a Mahershala Ali como Blade para el MCU. Él y Reynolds no habían mantenido contacto desde que protagonizaron juntos Blade: Trinity (2004) y Snipes tuvo problemas con el humor de Reynolds en esa película. Snipes dijo que finalmente entendió el enfoque de Reynolds en el contexto de Deadpool & Wolverine, lo que lo convirtió en una experiencia agradable. Se diseñó un nuevo traje porque Marvel no podía usar legalmente el abrigo de cuero negro característico del personaje de las películas de New Line. Evans aceptó rápidamente repetir su papel debido a la participación y el humor de Reynolds. Evans interpretó a Steve Rogers / Capitán América en el MCU de 2011 a 2019, y su introducción en la película juega con esto al llevar a la audiencia a creer que está repitiendo su papel como Rogers antes de revelar que es Johnny. El traje de Evans incluye elementos de su Capitán América y de trajes de Antorcha Humana de películas anteriores. Para el monólogo lleno de improperios de Evans en la escena poscréditos de la película, Reynolds se ofreció a usar tarjetas de referencia, pero Evans estaba emocionado de memorizar el diálogo. Levy fue uno de los directores a los que Tatum se acercó para su película no realizada, Gambit y sabía que sería "profundamente gratificante" para el actor interpretar a Gambito en esta película. Tatum agradeció los esfuerzos por incluirlo después de creer que nunca tendría la oportunidad de interpretar al personaje. Se filmó una escena que muestra al Gambito de Tatum sobreviviendo a los eventos de la película. Se puede ver en los monitores de TVA en el fondo de la escena poscréditos, y Reynolds lanzó una versión en línea como un adelanto del posible regreso del personaje.
Otros personajes de propiedades anteriores de Marvel que se consideraron para la película incluyen a Ben Affleck como Matt Murdock / Daredevil de Daredevil y Elektra; Nicolas Cage como Johnny Blaze / Ghost Rider de las películas de Columbia Pictures, Ghost Rider (2007) y Ghost Rider: Spirit of Vengeance (2011); y los actores principales de la película de 2015, Los 4 Fantásticos—Miles Teller como Reed Richards / Mister Fantastic, Kate Mara como Sue Storm / Mujer Invisible, Michael B. Jordan como Johnny Storm / Antorcha Humana, y Jamie Bell como Ben Grimm / Thing. Se decidió que el último grupo no tendría el mismo impacto que una aparición de Evans. Los escritores también consideraron traer de vuelta a Brolin como Cable, pero decidieron no hacerlo porque la película rinde homenaje a personajes que "no tuvieron su final apropiado en Fox" y Cable acababa de ser presentado en Deadpool 2. Wernick esperaba que Cable apareciera en futuros proyectos de Marvel.
Swen Gillberg fue el supervisor de efectos visuales, con efectos proporcionados por Industrial Light & Magic (ILM), Framestore, Base FX, Barnstorm VFX, Raynault VFX, Rising Sun Pictures y Wētā FX. Framestore se unió durante la preproducción para trabajar en la previsualización, y pasó a entregar 420 tomas finales. La compañía trabajó en: la pelea con un ejército de variantes de Deadpool, que está hecha para parecer una toma única, incluido el trabajo de entorno y la duplicación de la multitud; la confrontación final con Cassandra y la máquina «Time Ripper», usando el mismo efecto de "espaguetificación" que Framestore desarrolló para la segunda temporada de Loki (2023); y tomas de Dogpool, incluyendo darle a Peggy gafas digitales que crean un aspecto de ojos saltones. ILM trabajó en 614 tomas, principalmente para escenas en el Vacío. Debido a la pausa en , algunas escenas se filmaron en verano y otras en invierno; se usaron efectos visuales para ayudar a crear un aspecto invernal consistente. El escenario para la arena de Cassandra se amplió para estar hecho de un cadáver gigante de Ant-Man. Para la muerte de Johnny, en la que Cassandra mágicamente le quita la piel y las partes de su cuerpo colapsan, ILM miró Bodies: The Exhibition como parte de su investigación. La compañía agregó un momento cómico de Johnny parpadeando antes de colapsar, para hacer que la muerte sea más "caricaturesca". Framestore e ILM trabajaron en los poderes de Cassandra, que involucran sus manos moviéndose a través de las caras de otros personajes. Gillberg se inspiró para esto en el arte de los cómics. Corrin se filmó escondiendo su brazo para que pudiera ser reemplazado por un brazo digital que interactúa con un doble digital del otro actor. Wētā regresó de las dos primeras películas de Deadpool para proporcionar animación facial para la máscara de Deadpool, nuevamente usando un efecto 2D para transformar la máscara. Reynolds proporcionó material de referencia para esto, y se desarrolló una nueva herramienta de aprendizaje automático para sugerir movimientos faciales basados en su diálogo. Durante la producción, el trabajo de Wētā se expandió a alrededor de 630 tomas, que incluyen: animación para la máscara de Wolverine; aumentando el entorno y el esqueleto de Wolverine para la secuencia de apertura; tomas de la TVA y su tecnología, basadas en los efectos vistos en Loki; y trabajo ambiental para otras partes del Vacío. La sangre se agregó digitalmente. Method Studios regresando de su trabajo en la secuencia de apertura de Deadpool 2, trabajó con los otros proveedores para planificar la secuencia de apertura de Deadpool & Wolverine y agregar las tarjetas de título.

## Música
Rob Simonsen fue contratado para componer la banda sonora de la película a mediados de julio de 2023. Anteriormente trabajó con Levy en The Adam Project (2022) y la cuarta temporada de Stranger Things. Un álbum de la banda sonora para la película, titulado Deadpool & Wolverine: Van Jamz, fue lanzado digitalmente por Hollywood Records el 24 de julio de 2024, con un lanzamiento físico el 26 de julio. Incluye 17 canciones incluidas en, la película junto con «LFG», que es el tema principal de Simonsen para Deadpool & Wolverine. Un álbum con la partitura de Simonsen fue lanzado digitalmente el 24 de julio con una versión regular y una edición de lujo, esta última también incluye las canciones del álbum de la banda sonora. Un EP, titulado Deadpool & Wolverine: Madonna's "Like a Prayer" EP, que incluye «Like a Prayer» de Madonna, así como versiones remezcladas de la canción que aparece en la película, fue lanzado por Warner Records, el 9 de agosto.

## Marketing
El primer tráiler se lanzó durante el Super Bowl LVIII el 11 de febrero de 2024. Nick Romano de Entertainment Weekly señaló que el tráiler confirmaba la clasificación R de la película y el hecho de que Deadpool estaría "infiltrándose" en el UCM. Austin Goslin de Polygon también destacó el uso de elementos del UCM y cuestionó si Reynolds estaba interpretando la misma versión de Deadpool que en las películas anteriores. Angela Wattercutter de Wired notó una broma sexualmente explícita del pegging en el tráiler, una novedad para el MCU, y especuló sobre temas queer que la película podría explorar más a fondo que los proyectos anteriores del MCU. La inclusión en el tráiler de Secret Wars (2015) #5 también se discutió el tema del cómic, dado que Marvel Studios había anunciado la película Avengers: Secret Wars (2027). Poco después del estreno del tráiler, Jackman publicó un comentario irónico contra Reynolds con un logotipo modificado que mostraba "Wolverine & Asshole". El tráiler tuvo 365 millones de visitas globales en sus primeras 24 horas, incluidos los 123 millones de espectadores del Super Bowl que vieron una versión de 30 segundos, superando el récord de No Way Home (355,5 millones de visitas), para convertirse en el tráiler más visto en ese período de tiempo. Reynolds y Jackman recibieron certificados de Guinness World Records en conmemoración del logro durante una entrevista en This Morning de la cadena ITV.

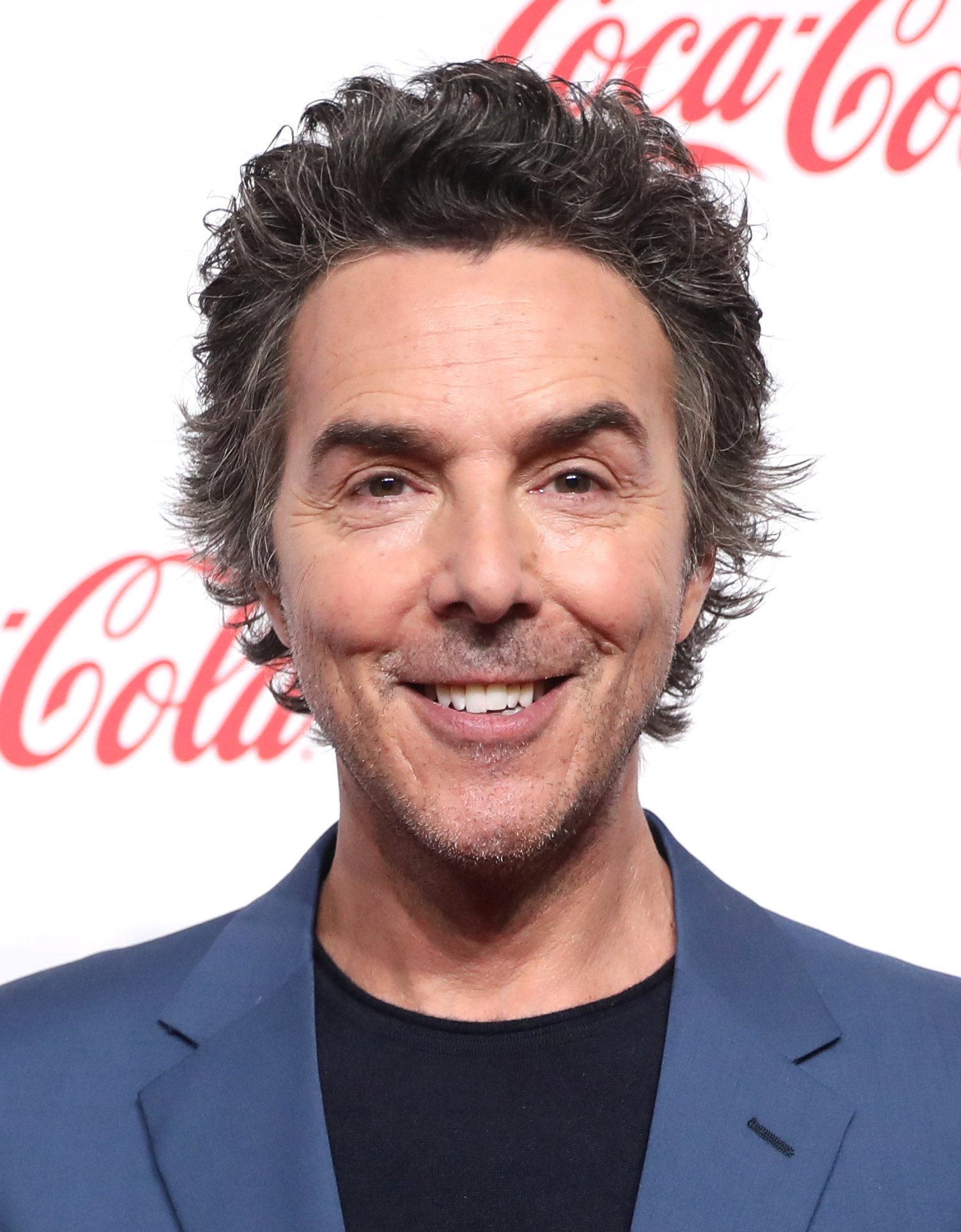
El director, Shawn Levy en CinemaCon en abril de 2024, donde promocionó la película

Un anuncio de servicio público de "silencia tus teléfonos" con Deadpool y Wolverine abrió la presentación de Disney en la CinemaCon en abril de 2024, durante la cual, Feige y Levy estrenaron nueve minutos de metraje exclusivo de la película. The Hollywood Reporter dijo que esta "provocó la mayor risa" de todas las presentaciones en la convención. Incluía imágenes reutilizadas de Chris Hemsworth de Thor: The Dark World (2013) como Thor, que está de luto por la supuesta muerte de Deadpool en lugar de Loki como se ve en esa película. El anuncio de servicio público se hizo público posteriormente. También en abril, Aviation Gin de Reynolds anunció una edición limitada de botellas con el tema Deadpool & Wolverine que se lanzarán junto con la película. Un tráiler oficial debutó el 22 de abril de 2024, con «Like a Prayer» de Madonna. En mayo de 2024, se lanzó un comercial de Heineken con Reynolds y Jackman. Un avance lanzado el 20 de mayo de 2024, que anunciaba la preventa de entradas incluía un código QR eso llevó a un video de Reynolds leyendo un descargo de responsabilidad de la película. A finales de mes, se reveló un cubo especial de palomitas de maíz para el estreno de la película en cines, después de que Feige dijera que sería "intencionalmente grosero y lascivo". Esto se inspiró en el cubo de palomitas de maíz viral para Dune: Part Two (2024). El cubo tiene la forma de la cabeza de Wolverine con una boca "cómicamente de gran tamaño" para las palomitas de maíz u otros bocadillos. Un video revelador, ambientado con la fanfarria «Also sprach Zarathustra» que se usó en 2001: A Space Odyssey (1968), muestra a Deadpool acariciando el cubo mientras las palomitas de maíz caen en su boca y mantequilla gotea por su nariz.
Un adelanto lanzado a principios de junio reveló que el personaje Ladypool aparecería en la película, lo que generó especulaciones sobre quién interpretó el papel, posteriormente se reveló que era Lively. Más tarde ese mes, Reynolds apareció como Deadpool en un "vídeo típicamente irreverente" en CineEurope para presentar 12 minutos de metraje de la película. El elenco realizó una gira mundial de marketing a partir de principios de julio, con paradas en: Shanghái, donde Reynolds, Jackman y Levy asistieron a un evento para fanáticos para proyectar 35 minutos de la película; Seúl, donde los actores aparecieron en el Festival Waterbomb 2024; Berlín, donde se unió al trío, Corrin y asistieron al partido de cuartos de final de la Eurocopa 2024 de la UEFA entre Holanda y Turquía; Londres, donde a los cuatro actores y a Levy se unieron Delaney, la actriz canina Peggy y los ejecutivos de Marvel Studios; Louis D'Esposito y Wendy Jacobson; y Río de Janeiro, donde visitaron el Estadio Maracaná. Coincidiendo con la visita a Londres, el minorista de música y entretenimiento del Reino Unido, HMV modificó temporalmente su logotipo en una de sus tiendas para presentar a «Dogpool» en lugar del perro Nipper.
Deadpool y Wolverine aparecieron en un anuncio de The Bachelorette el 8 de julio durante el estreno de la temporada 21, para atraer a la audiencia de «Bachelor Nation» (el grupo demográfico femenino de entre 18 y 49 años) a ver la película. El anuncio era de Maximum Effort, Loon Productions y Really Original, y fue dirigido por Oren Brimer. Reynolds también publicó en las redes sociales para hablar sobre su opinión sobre el estreno de la temporada. El 19 de julio, Deadpool y Wolverine aparecieron en un video musical del sencillo «Chk Chk Boom» de la boy band, Stray Kids de Corea del Sur, cuya canción «Slash» está incluida en la banda sonora de la película. Para el Gran Premio de Bélgica de 2024 de Fórmula 1, el equipo Alpine F1—de la que Reynolds es inversor— reveló el 24 de julio una decoración de Deadpool, con la que compitieron para promocionar la película. El 25 de julio, Reynolds, Jackman, Levy, Corrin y Feige proyectaron la película en la Comic-Con de San Diego. Esto incluyó una introducción en video de Uggams como Blind Al, y concluyó con Reynolds presentando a los principales actores de cameo que aparecen en la película: Keen, Garner, Evans, Tatum y Snipes. Después del panel, se llevó a cabo un espectáculo de drones en el Petco Park que incluyó imágenes de Deadpool y Wolverine. El episodio del 25 de julio de 2024 del programa de juego, Press Your Luck presentó a Deadpool y Wolverine tomando el control de Whammy, la mascota del programa. La semana después del estreno de Deadpool & Wolverine, NSYNC alteró el título del video musical oficial de su canción «Bye Bye Bye» para que dijera «*NSYNC - Bye Bye Bye (Video oficial de Deadpool y Wolverine)» después del uso de la canción en los créditos iniciales de la película hubiera aumentado su popularidad.
Disney gastó $135 millones de dólares para promocionar la película, trabajando con Maximum Effort y socios de marca para comercializarla, como:, Aviation Gin de Reynolds, Heineken, DiGiorno, Jack in the Box, Heinz, Tim Hortons, SuperX, Hot Topic, Homage, Xbox, Adidas, Casio, Dave & Buster's, Best Friends Animal Society, Coca-Cola, Android, Old Spice, Turner Classic Movies, y National Geographic. Funko y Hot Toys produjeron figuras de acción de personajes de la película,  y Funko también permitió a los asistentes de la Comic-Con de San Diego 2024 poder crear versiones personalizadas de sus figuras Funko Pop! de Deadpool y Wolverine, con varias exclusivas. Portadas variantes para los números de Marvel Comics que incluyeron imágenes de producción e imágenes promocionales de la película se lanzaron en agosto, y más portadas variantes con arte conceptual de la película debutaron en diciembre.

## Estreno

### En cines
Deadpool & Wolverine tuvo su estreno mundial en el David H. Koch Theater en Nueva York el 22 de julio de 2024. Se estrenó en Francia, Alemania, Italia, Corea del Sur y Japón el 24 de julio, en España, Brasil, Reino Unido, México y Australia el 25 de julio, y luego en Estados Unidos y China el 26 de julio, en IMAX, Cine RealD, Dolby Cinema, 4DX, Cinemark XD y otros gran formatos prémium (PLFs). La película se anunció originalmente con una fecha de estreno del 6 de septiembre de 2024, antes de que se retrasara al 8 de noviembre para adaptarse a otros retrasos de películas del MCU. Luego, su estreno se adelantó al 3 de mayo de ese año cuando Disney ajustó su calendario de estrenos debido a la huelga del WGA, antes de establecerse en la fecha de julio de 2024 después de que terminara la huelga de SAG-AFTRA. La película es parte de la Fase Cinco del UCM. Motion Picture Association le otorgó a la película una calificación R, lo que la convierte en la primera en el UCM en recibir esa calificación. En agosto, Levy dijo que la película no tendría una versión del director porque la versión para cines era exactamente la película que él quería hacer. Reynolds dijo que había hablado previamente con Levy sobre una versión del director, pero él se negó.

### Medios domésticos
La película se lanzó para descarga digital, el 1 de octubre de 2024, y se lanzará en Ultra HD Blu-ray, Blu-ray y DVD el 22 de octubre. El lanzamiento incluye escenas eliminadas, un bloopers y comentarios de Levy y Reynolds, y «featurettes» centrados en la escena de lucha de «Like a Prayer», cameos importantes, el regreso de Jackman como Wolverine y un homenaje a Chan tras su muerte en abril de 2024. La película se estrenó en Disney+ el 12 de noviembre. Disney dijo que la película tuvo 19,4 millones de visitas globales en sus primeros seis días en la plataforma, lo que la convierte en la película de acción en vivo más vista en Disney+ desde el estreno de Black Panther: Wakanda Forever a principios de 2023. Nielsen Media Research, que registra la audiencia en streaming en las pantallas de televisión de Estados Unidos, dijo que fue la película más transmitida en sus primeras dos semanas en Disney+ con 1.340 millones de minutos en su primera semana y 586 millones de minutos en su segunda.

## Recepción

### Taquilla
Deadpool & Wolverine recaudado $636.7 millones de dólares en Estados Unidos y Canadá, y $701.3 millones en otros territorios, para un total mundial de $1.338 millones de dólares. La película recaudó 84 millones de dólares en IMAX a nivel mundial, lo que la convierte en la quinta película de Marvel con mayor recaudación en dicho formato.
Fandango anunció que las preventas de entradas para la película fueron las mejores de 2024, las mejores de la franquicia y las mejores para una película con clasificación R en el sitio, mientras que AMC Theatres anunció que 200.000 personas compró entradas el primer día en AMC, la mayor venta para cualquier película con clasificación R en la cadena de cines. The Hollywood Reporter informó que las ventas de entradas del primer día probablemente rondaron entre los 8 y 9 millones de dólares, y consideró que la película debutaría con más de 100 millones de dólares, algo que ningún estreno de 2024 había logrado a finales de mayo. The Quorum, que analiza las proyecciones de taquilla de películas tan pronto como seis semanas antes de su estreno, proyectó conservadoramente que la película recaudaría entre $200–239 millones de dólares en su estreno. Deadline Hollywood señaló que ninguna película con clasificación R había superado los 200 millones de dólares en su estreno, siendo el estreno récord para una película con clasificación R; la primera Deadpool con 132,4 millones de dólares. Tres semanas antes del estreno, varios servicios de seguimiento proyectaron que la película se estrenaría entre 160 y 165 millones de dólares. "Deadline Hollywood" dijo que Disney esperaba un estreno en este rango. La semana de su estreno, Deadline Hollywood proyectó un estreno mundial de entre $340–360 millones de dólares. El aumento observado tuvo en cuenta el importante negocio de entradas sin cita previa observado por parte de los espectadores latinos e hispanos para las películas recientes. En ese momento, las preventas de entradas para Estados Unidos y Canadá se situaban en $35 millones de dólares.
En su día de estreno en Estados Unidos y Canadá, Deadpool & Wolverine recaudó 96 millones de dólares, incluidos 38,5 millones de dólares de los preestrenos del jueves por la noche. Ambas cantidades fueron récords para una película con clasificación R. La película superó las predicciones para su fin de semana de estreno, recaudando 211,4 millones de dólares en Estados Unidos y Canadá y 444,6 millones de dólares en todo el mundo. Para Estados Unidos y Canadá, eso le dio el mayor estreno de una película con clasificación R; el mayor estreno de 2024 hasta ahora, superando a Inside Out 2 (154,2 millones de dólares); y el sexto mayor estreno de la historia. La película recuperó su presupuesto reportado en solo dos días. Después de tres días de su estreno, se convirtió en la película de Disney con clasificación R más taquillera, superando el récord de 34 años del estudio establecido previamente por Pretty Woman. Durante la semana siguiente, estableció el récord para una película con clasificación R un lunes con $24.4 millones, un martes con $25.3 millones, un miércoles con $19.3 millones, y un jueves sin preestreno con $18 millones. La película recaudó 97 millones de dólares en su segundo fin de semana, una caída del 53 por ciento y permaneciendo en primer lugar. En su tercer fin de semana, superó la marca de los mil millones de dólares, convirtiéndose en la segunda película en hacerlo en 2024. También durante el tercer fin de semana de la película, Deadpool & Wolverine y It Ends With Us, en la que aparecía la esposa de Ryan Reynolds, Blake Lively, ocuparon el primer y segundo puesto en taquilla, una hazaña que no se había logrado para una pareja casada de Hollywood desde 1990. Después de 23 días de su estreno, Deadpool & Wolverine superando a Joker (2019) como la película con clasificación R más taquillera de todos los tiempos. La película fue destronada en su cuarto fin de semana por una debutante Alien: Romulus, pero regresó al puesto número uno en su quinto fin de semana.

### Respuesta crítica

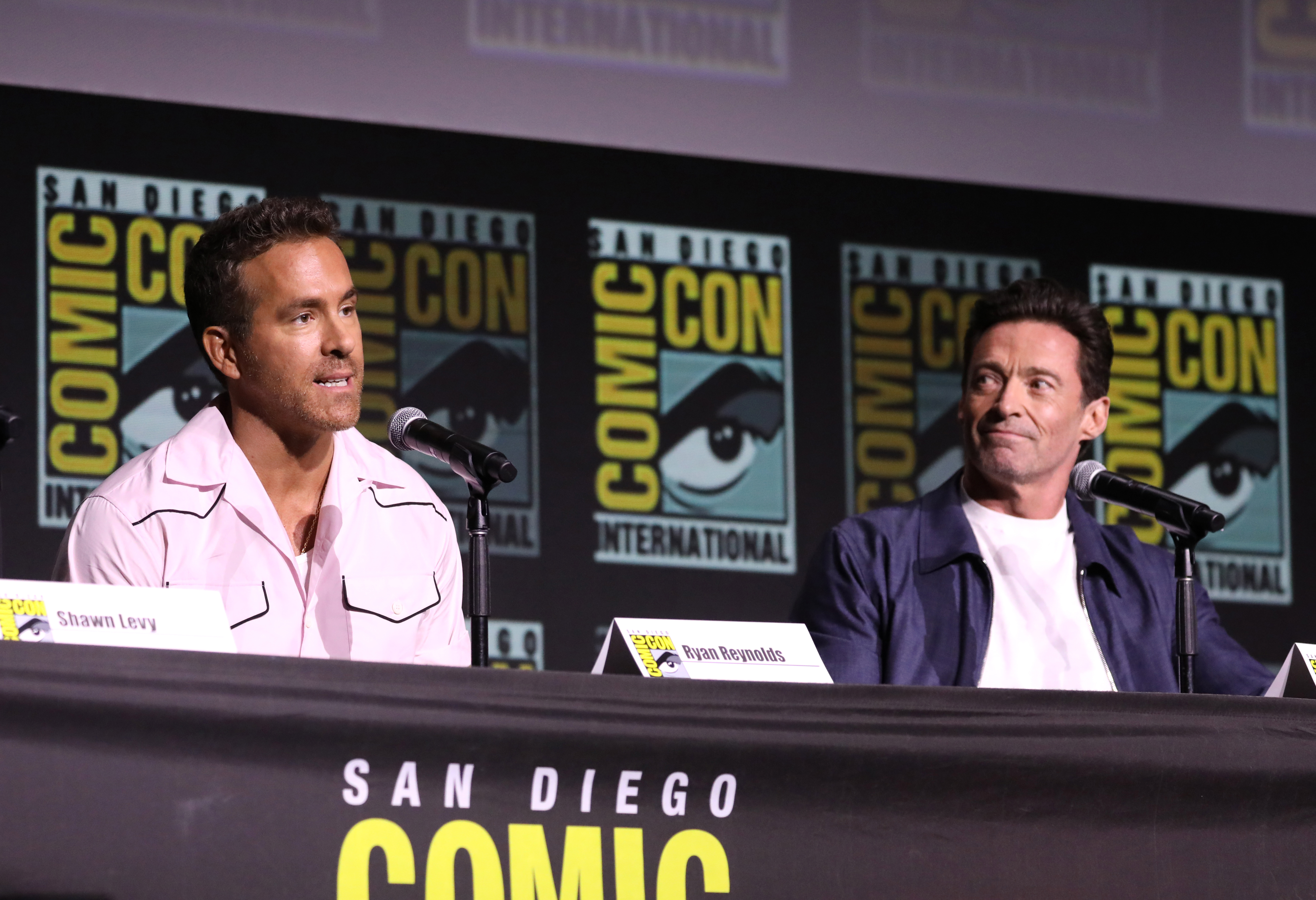
Ryan Reynolds y Hugh Jackman promocionando la película en la Comic-Con de San Diego en julio de 2024. Ambos actores recibieron críticas positivas por sus actuaciones en la película.

Los críticos elogiaron el humor y las actuaciones de Reynolds y Jackman, pero fueron menos positivos sobre la película en general. En el agregador de reseñas, Rotten Tomatoes, el 78% de 414 críticos le dieron a la película una reseña positiva y una calificación promedio de 6.9/10. El consenso de los críticos del sitio web dice: «Ryan Reynolds se siente como en casa en el MCU con su ingenio mordaz, mientras que Hugh Jackman aporta una columna vertebral de Adamantium a los procedimientos en Deadpool & Wolverine, una comedia irreverente con un sorprendente punto débil por una era pasada de películas de superhéroes.» Metacritic, que usa un puntaje promedio ponderado, asignó a la película un puntaje de 56 sobre 100, basado en 58 críticos, lo que indica reseñas "críticas mixtas o promedio". El público encuestado por CinemaScore le dio a la película una calificación promedio de "A" en una escala de A+ a F (la misma que obtuvieron las dos primeras películas), mientras que los encuestados por PostTrak le dieron a la película un puntaje general positivo del 96% (un promedio de 5 de 5 estrellas), con un 85% diciendo que definitivamente la recomendarían.
Pete Hammond de Deadline Hollywood, dijo que el equipo titular "funciona más allá de tus sueños de equipo de cine más locos" y sintió que Jackman dio su mejor actuación como Wolverine en la película. Olly Richards de Empire también elogió la actuación de Jackman, diciendo que elevó el material en momentos clave y "en una película con un millón de chistes de penes, logra entregar un arco de personaje que es genuinamente conmovedor". Richards fue positivo sobre el enfoque de la película en los personajes principales y la experiencia inmediata de la audiencia sobre una configuración más amplia del MCU. Matt Zoller Seitz, al revisar la película para RogerEbert.com, le dio dos estrellas y media de cuatro. Dijo que Jackman y Reynolds dieron actuaciones conmovedoras como "hombres rotos y abandonados", y que se preocupó especialmente por sus personajes durante la "manguera de fuego del pathos" culminante. Ross Bonaime en Collider dijo que Deadpool pudo vivir a la altura de su potencial completo con su integración en el MCU, mientras que Jackman pudo ser incluso más brutal que en películas anteriores como Wolverine. En la Associated Press, Krysta Fauria encontró la relación central homoerótica pero llena de odio como atractiva y convincente. El crítico del San Francisco Chronicle, Mick LaSalle elogió el contraste entre la actuación seria de Jackman y el humor de Reynolds.
Dominic Baez de The Seattle Times dijo que la película era "pura y auténtica diversión" y una carta de amor a los fans de Marvel. Brian Lowry de CNN dijo que mostraba la voluntad de Marvel Studios de participar en la autodesprecio, mientras que David Rooney de The Hollywood Reporter dijo que los chistes meta estaban "llevados a niveles radiactivos". Sintió que el humor era la parte "más sólida" de la película. Fauria dijo que el mayor enfoque de la película en la crítica consciente del género la convirtió en una mejora con respecto a sus predecesoras. El crítico de The Guardian, Peter Bradshaw dijo que Reynolds era "a menudo gracioso, a veces muy gracioso, periódicamente completamente insoportable" y había estado a la altura del título autoproclamado de Deadpool de "Jesús de Marvel" al "reposicionar [al MCU] como material de broma y mantener todo funcionando". Nick Schager de The Daily Beast elogió la película como "la inyección en el brazo -y la patada en los huevos- que se necesita con urgencia" en el MCU, y estaba impresionado con cómo Deadpool con clasificación R se había integrado con la franquicia PG-13. Escribiendo para Vanity Fair, Richard Lawson sintió de manera similar que la película había "aterrizado", diciendo que el humor funcionó a pesar de centrarse en los detalles de la industria del entretenimiento. Katie Walsh en Los Angeles Times no estuvo de acuerdo con este punto, diciendo que las "bromas, referencias, ruptura de la cuarta pared, chismes de celebridades, béisbol interno de Hollywood, golpes a otros estudios de cine, [y] irónicamente retro" de la película eran solo para fanáticos y "terminalmente en línea". Tom Jorgensen de IGN encontró que la película era hilarante y destacó los chistes relacionados con el MCU y Feige, pero sintió que hubo algunos "golpes contenidos" en comparación con algunos de los "actos atroces en pantalla" en las películas anteriores. Por el contrario, Donald Clarke para The Irish Times fue crítico del humor juvenil y Le dio a la película solo una estrella.
Escribiendo para Variety, Peter Debruge dijo que la película era una "despedida irreverente" a las películas Marvel de Fox que funcionaron mejor como un homenaje al pasado que como modelo para películas futuras. Dijo que Levy era más fuerte en comedia que en acción, y que esta última no estaba a la altura del trabajo de Leitch en Deadpool 2. Caryn James de BBC y Justin Chang de NPR también criticaron el trabajo de Levy en las secuencias de acción. Chang describió la película como un "trabajo pesado autocanibalizador" con una historia derivada, y dijo que estaba socavando su sátira del MCU al ser una película del MCU en sí misma. Alissa Wilkinson de The New York Times tenía pensamientos similares sobre la película haciendo bromas sobre Disney, a quien la audiencia paga para ver la película. Jordan Hoffman de Entertainment Weekly calificó la película con una "C-" y la llamó "demasiado repetitiva, demasiado inmadura y demasiado irritante para disfrutar" sin riesgos ni drama. El columnista del Chicago Sun-Times, Richard Roeper, que dio una crítica más positiva con tres estrellas de cuatro, destacó las actuaciones principales pero criticó la trama endeble y los villanos obligatorios. Rooney describió la trama como "un guiso irregular de elementos familiares, dada una claridad narrativa mínima" a pesar de una gran cantidad de exposición, y encontró que la película en general era "desordenada y sobrecargada" a pesar de que pensó que complacería al público. Para Vulture, Bilge Ebiri escribió: "Deadpool & Wolverine no es una película particularmente buena, ni siquiera estoy seguro de que sea una película, pero está tan decidida a derrotarte con su irreverencia incesante que podrías encontrarte sometiéndote a "es."

### Reconocimientos
| Premio                                       | Fecha de ceremonia      | Categoría                                                                        | Receptor(es) | Resultado | Ref.            |
| -------------------------------------------- | ----------------------- | -------------------------------------------------------------------------------- | --- | --------- | --------------- |
| Astra Creative Arts Awards                   | 8 de diciembre de 2024  | Mejores Acrobacias                                                               | Deadpool & Wolverine | Nominada  | [ 334 ]         |
| Astra Creative Arts Awards                   | 8 de diciembre de 2024  | Mejor Coordinador de Acrobacias                                                  | George Cottle | Nominado  | [ 334 ]         |
| Astra Film Awards                            | 8 de diciembre de 2024  | Mejor Comedia o Musical                                                          | Deadpool & Wolverine | Nominada  | [ 334 ]         |
| Astra Midseason Movie Awards                 | 3 de julio de 2024      | La Película Más Esperada                                                         | Deadpool & Wolverine | Nominada  | [ 335 ]         |
| Cinema Audio Society Awards                  | 22 de febrero de 2025   | Películas – Acción Real                                                          | Colin Nicolson, Lora Hirschberg, Craig Henighan, Peter Cobbin, Bobby Johanson, y Peter Persaud                                              | Pendiente | [ 336 ]         |
| Critics' Choice Movie Awards                 | 7 de febrero de 2025    | Mejor Comedia                                                                    | Deadpool & Wolverine | Pendiente | [ 337 ]         |
| Premios Globo de Oro                         | 5 de enero de 2025      | Logro Cinematográfico y de Taquilla                                              | Deadpool & Wolverine | Nominada  | [ 338 ]         |
| Golden Reel Awards                           | 23 de febrero de 2025   | Logro destacado en edición de sonido – Diálogo destacado / ADR                   | Craig Henighan y Emma Present | Pendiente | [ 339 ]         |
| Golden Reel Awards                           | 23 de febrero de 2025   | Logro destacado en edición de sonido – Efectos destacados / Foley                | Ryan Cole, Craig Henighan, Samson Neslund, Eric A. Norris, Addison Teague, Lee Gilmore, J.R. Grubbs, Pete Persaud, Gina Wark, y Steve Baine | Pendiente | [ 339 ]         |
| Golden Reel Awards                           | 23 de febrero de 2025   | Logro destacado en edición musical – Largometraje                                | Daniel DiPrima, Oliver Hug, y Anele Onyekwere                                                                                               | Pendiente | [ 339 ]         |
| Golden Trailer Awards                        | 31 de mayo de 2024      | Mejor Teaser                                                                     | Deadpool & Wolverine – «Taken» | Ganador   | [ 340 ] [ 341 ] |
| Golden Trailer Awards                        | 31 de mayo de 2024      | Mejor tráiler de gran éxito de verano de 2024                                    | Deadpool & Wolverine – «Taken» | Ganador   | [ 340 ] [ 341 ] |
| Golden Trailer Awards                        | 31 de mayo de 2024      | Mejor del Show                                                                   | Deadpool & Wolverine – «Taken» | Ganador   | [ 340 ] [ 341 ] |
| Golden Trailer Awards                        | 31 de mayo de 2024      | Best Fantasy Adventure TV Spot                                                   | Deadpool & Wolverine – «Gametime» | Nominado  | [ 340 ] [ 341 ] |
| Premios Grammy                               | 2 de febrero de 2025    | Mejor recopilación de banda sonora para película, televisión u otro medio visual | Deadpool & Wolverine | Pendiente | [ 342 ]         |
| Hollywood Music in Media Awards              | 20 de noviembre de 2024 | Partitura Original – Película de Ciencia Ficción/Fantasía                        | Rob Simonsen | Nominado  | [ 343 ] [ 344 ] |
| Hollywood Music in Media Awards              | 20 de noviembre de 2024 | Supervisión Musical – Película                                                   | Dave Jordan | Ganador   | [ 343 ] [ 344 ] |
| Hollywood Music in Media Awards              | 20 de noviembre de 2024 | Álbum de Banda Sonora                                                            | Deadpool & Wolverine | Ganadora  | [ 343 ] [ 344 ] |
| Hollywood Professional Association Awards    | 7 de noviembre de 2024  | Efectos visuales excepcionales – Largometraje de acción real                     | Vincent Papaix, Georg Kaltenbrunner, Alexander Poei, Ziad Shureih, y Russell Lum                                                            | Nominados | [ 345 ]         |
| ICG Publicists Awards                        | 28 de febrero de 2025   | Premio Maxwell Weinberg para Campaña Publicitaria de Películas                   | Deadpool & Wolverine | Pendiente | [ 346 ]         |
| Make-Up Artists & Hair Stylists Guild Awards | 15 de febrero de 2025   | Mejor Maquillaje de Época y/o Personaje                                          | Bill Corso, Whitney James, Paula Price, Monica Huppert, y Cyndi Reece-Thorne                                                                | Pendiente | [ 347 ]         |
| Make-Up Artists & Hair Stylists Guild Awards | 15 de febrero de 2025   | Mejores Efectos Especiales de Maquillaje                                         | Bill Corso, Andrew Clement, Monica Huppert, Geoff Redknap, y Robb Crafer                                                                    | Pendiente | [ 347 ]         |
| Music Supervisors Guild Awards               | 23 de febrero de 2025   | Mejor Supervisión Musical en Películas de Gran Presupuesto                       | Dave Jordan | Pendiente | [ 348 ]         |
| Screen Actors Guild Awards                   | 23 de febrero de 2025   | Mejor interpretación de acción de un equipo de especialistas en una película     | Deadpool & Wolverine | Pendiente | [ 349 ]         |
| Premios Saturn                               | 2 de febrero de 2025    | Mejor Película de Acción / Aventura                                              | Deadpool & Wolverine | Pendiente | [ 350 ]         |
| Premios Saturn                               | 2 de febrero de 2025    | Mejor Actor en una Película                                                      | Ryan Reynolds | Pendiente | [ 350 ]         |
| Premios Saturn                               | 2 de febrero de 2025    | Mejor Actor de Reparto en una Película                                           | Hugh Jackman | Pendiente | [ 350 ]         |
| Premios Saturn                               | 2 de febrero de 2025    | Mejor Actriz de Reparto en una Película                                          | Emma Corrin | Pendiente | [ 350 ]         |
| Premios Saturn                               | 2 de febrero de 2025    | Mejor Director de Cine                                                           | Shawn Levy | Pendiente | [ 350 ]         |
| Premios Saturn                               | 2 de febrero de 2025    | Mejor Escritura de Cine                                                          | Shawn Levy y Ryan Reynolds | Pendiente | [ 350 ]         |
| Premios Saturn                               | 2 de febrero de 2025    | Mejores Efectos Especiales                                                       | Deadpool & Wolverine | Pendiente | [ 350 ]         |
| Premios Saturn                               | 2 de febrero de 2025    | Mejor Diseño de Producción Cinematográfica                                       | Ray Chan | Pendiente | [ 350 ]         |
| Premios Saturn                               | 2 de febrero de 2025    | Mejor Edición Cinematográfica                                                    | Dean Zimmerman y Shane Reid | Pendiente | [ 350 ]         |
| Premios Saturn                               | 2 de febrero de 2025    | Mejor Vestuario Cinematográfico                                                  | Graham Churchyard y Mayes C. Rubeo | Pendiente | [ 350 ]         |
| Visual Effects Society Awards                | 11 de febrero de 2025   | Modelo Excepcional en un Proyecto Fotorrealista o Animado                        | Carlos Flores Gomez, Corinne Dy, Chris Byrnes, y Gerald Blaise (por Ant-Man Arena)                                                          | Pendiente | [ 351 ]         |

## Especial documental
En febrero de 2021, se anunció la serie documental Marvel Studios: Assembled. El especial de esta película, The Making of Deadpool & Wolverine, estrenó en Disney+, el 12 de noviembre de 2024.

## Futuro
Con el estreno de la película, Reynolds dijo que no estaba seguro de cuándo volvería a interpretar el personaje. Hablando de los «flash-forwards» que Deadpool ve en la película, en los que un Deadpool moribundo es sostenido por un Thor llorando, Reese dijo que podría ignorarse en el futuro, pero esperaba que el MCU lo considerara canónico y trabajara para que esa escena apareciera completa durante un proyecto futuro. En noviembre de 2024, Feige dijo que el estudio estaba buscando formas de incluir a Deadpool y Wolverine en futuros proyectos del MCU.